# Nochaco Airport
Nochaco Airport är en flygplats i Chile.   Den ligger i provinsen Provincia de Osorno och regionen Región de Los Lagos, i den södra delen av landet, 800 km söder om huvudstaden Santiago de Chile. Nochaco Airport ligger 148 meter över havet.
Terrängen runt Nochaco Airport är huvudsakligen platt, men söderut är den kuperad. Runt Nochaco Airport är det mycket glesbefolkat, med 5 invånare per kvadratkilometer..
Trakten runt Nochaco Airport består i huvudsak av gräsmarker.